# Sbor, Pazardjik
Sbor (în bulgară Сбор) este un sat în comuna Pazardjik, regiunea Pazardjik,  Bulgaria. 

## Demografie
Componența etnică a satului Sbor
     Bulgari (97,59%)
     Nicio identificare (2,4%)
     Altele (0%)
La recensământul din 2011, populația satului Sbor era de 249 locuitori. Din punct de vedere etnic, majoritatea locuitorilor (97,59%) erau bulgari. Pentru 2,4% din locuitori nu este cunoscută apartenența etnică.